# NK Široki Brijeg
NK Široki Brijeg este o echipă de fotbal din Široki Brijeg, Bosnia și Herzegovina.

## Jucători notabili
- Stanko Bubalo
- Mario Bazina
- Saša Papac
- Ricardo Baiano
- Mirko Hrgović
- Vladimir Vasilj

## Titluri
- Prima Ligă Bosniacă:

Campioni (7): 1994, 1995, 1996, 1997, 1998, 2004, 2006
Locul 2 (4): 1999, 2000, 2002, 2008
- Cupa Bosniei:

Campioni (2): 2007, 2013
Locul 2 (2): 2005, 2006